# Liste de contrebassistes
Liste alphabétique des plus célèbres contrebassistes, tous styles confondus. Ne sont listés que les bassistes ayant un article sur Wikipédia et ceux dont un de leurs groupes a un article.

## A
- André Amellér (1912-1990), classique
- Vernon Alley (1915-2004), jazz
- Jean-Jacques Avenel (1948-2014), free jazz

## B
- Harry Babasin (1921-1988), jazz
- Jean-Pascal Beintus (1966-), classique
- Dan Berglund (1963-), jazz, rock
- Giovanni Bottesini (1821-1889), classique
- Joseph-Arthur Boucher (1869-1927), classique
- Ray Brown (1926-2002), jazz
- Gavin Bryars (1943-), musique contemporaine, jazz
- Blanche Baillargeon (1983-), jazz

## C
- Red Callender
- Patrice Caratini
- Ron Carter
- Jean-Paul Céléa
- Louis-François Chaft
- Paul Chambers
- Marie-Pierre Chenié
- Stanley Clarke
- Avishai Cohen
- Ira Coleman
- Israel Crosby

## D
- Lars Danielsson
- Palle Danielsson
- Richard Davis
- Riccardo Del Fra
- Willie Dixon
- Michel Donato
- Domenico Dragonetti
- Gaston Dufresne

## E
- Manfred Eicher

## F
- Xavier Foley, jazz et classique
- Léon Francioli

## G
- Renaud Garcia-Fons
- Jimmy Garrison
- Michel Gaudry
- Achille Gouffé
- Jack Gregg
- Barry Guy

## H
- Charlie Haden
- Major Holley
- Percy Heath
- Spike Heatley
- Dave Holland

## J
- Sam Jones
- Anders Jormin

## K
- Gary Karr
- Peter Kowald

## L
- Sal La Rocca
- Scott La Faro
- Hélène Labarrière
- Charles Labro
- Popol Lavanchy
- Joëlle Léandre
- Tony Levin
- Ernest Lerwile
- Willy Lockwood

## M
- Olivier Magnenat
- Krzysztof Majchrzak
- Ivor Malherbe
- Ahmed Abdul Malik
- Pierre Michelot
- Giuseppe Millaci
- Charles Mingus
- Sarah Murcia

## N
- Édouard Nanny

## P
- John Patitucci (1959-), jazz, fusion
- Laurent Payfert (1970-), jazz
- Gary Peacock (1935-), jazz
- Guy Pedersen (1930-2005), jazz
- Niels-Henning Ørsted Pedersen (1946-2005), jazz
- Franco Petracchi (1935-), classique
- Oscar Pettiford (1922-1960), jazz
- Michel Peyratout

## R
- François Rabbath (1931-)
- Jean-Louis Rassinfosse (1952-), jazz
- Georg Riedel (1934-), musique de film, jazz
- Jean-Pierre Robert (1956-)
- Lee Rocker Stray Cats rock and roll, rockabilly (1971-)
- Paul Rogers (1956-) jazz
- Jean-Marc Rollez (1931-2020) classique

## S
- Johannes Matthias Sperger (1750-1812) classique
- Ludwig Streicher (1920-2003) classique
- Slam Stewart (1914-1987) jazz

## T
- Henri Texier (1945-), jazz
- Danny Thompson (1939-)
- Nicolas Thys (1968-), jazz

## V
- Pēteris Vasks
- Victor Frédéric Verrimst
- Miroslav Vitouš

## W
- Butch Warren (1939 -2013)
- Eberhard Weber
- Henri Wojtkowiak

## Z
- Daniel Zanello
- Jan Dismas Zelenka